# Susanna Lundin
Susanna Lundin, född 22 april 1986 i Motala och bosatt i Malmö, är en svensk författare. Hon debuterade 2012 med romanen Hindenburg. Boken tilldelades Borås Tidnings debutantpris

## Priser och utmärkelser
- 2013 – Borås Tidnings debutantpris
- 2013 – Albert Bonniers stipendiefond för yngre och nyare författare